# Harry Payne Whitney
Harry Payne Whitney (New York, 29 aprile 1872 – Portland, 26 ottobre 1930) è stato un imprenditore statunitense.

## Biografia
Era il figlio maggiore di William Collins Whitney, un ricco uomo d'affari e segretario della Marina degli Stati Uniti, e di sua moglie, Flora Payne. Whitney ha studiato alla Groton School di Groton, Massachusetts, poi ha frequentato la Yale University, laureandosi in giurisprudenza nel 1894. Era un membro dello Skull and Bones. Nel 1904, dopo la morte di suo padre, ereditò 24000000 $ e nel 1917 ereditò circa 12000000 $ da suo zio, Oliver Hazard Payne.
Appassionato sportivo, era un giocatore di polo. Il suo amore per lo sport lo ereditò da suo padre. È stato membro del consiglio di amministrazione del Montauk Yacht Club e ha gareggiato con lo yacht Vanitie in America's Cup. Whitney è stato anche membro del consiglio di amministrazione della Long Island Motor Parkway, costruita dal cugino di sua moglie, William Kissam Vanderbilt II. Whitney era un appassionato della caccia alle quaglie e acquistò la Foshalee Plantation di 14.000 acri (57 km²) nel nord della contea di Leon, in Florida, da Sydney E. Hutchinson.

### Corse
Whitney era una figura importante nelle corse di cavalli purosangue. Ha ereditato una grande scuderia da suo padre, e nel 1915 ha fondato un allevamento di cavalli a Lexington, nel Kentucky. La sua scuderia a Lexington, nel Kentucky, fu ceduta a suo figlio, Cornelius, che lo possedette fino al 1989 quando entrò a far parte della Gainesway Farm.

### Filantropia
Whitney è stato un benefattore di molte organizzazioni. Nel 1920 finanziò la Whitney South Seas Expedition dell'American Museum of Natural History. La Whitney Collection of Sporting Art è stata donata nella sua memoria alla Yale University Art Gallery.

### Matrimonio
Il 25 agosto 1896 sposò Gertrude Vanderbilt (1875-1942), membro della ricca famiglia Vanderbilt. Avevano anche una tenuta di campagna a Westbury, Long Island. Ebbero tre figli:
- Flora Payne Whitney (1897-1986)
- Cornelius Vanderbilt Whitney (1899-1992)
- Barbara Whitney (1903-1983)[6], sposò George W. Headley

### Morte
Harry Whitney morì nel 1930 all'età di cinquantotto anni. Lui e sua moglie sono sepolti nel Cimitero di Woodlawn, nel Bronx. La rivista Time ha riferito che al momento della sua morte, la proprietà di Whitney è stata valutata dallo Stato di New York per scopi di riscossione delle tasse per 62808000 $ netti.